# Agustí Agulló i Marcos
Agustí Agulló i Marcos   (Elx, 20 d'octubre de 1958 - Elx, 22 de febrer de 2021) fou un promotor cultural valencià.

## Trajectòria
Va nàixer el 1958 a la capital del Baix Vinalopó en el si d'una família de tradició republicana. El seu pare era originari del barri del Raval d'Elx i la seua mare provenia del Baix Segura, una comarca actualment castellanoparlant. Va prendre consicència lingüística quan va conèixer a l'adolescència a l'escriptor i advocat Antoni Bru Gómez, el qual el va animar a utiitzar la llengua de la família del seu pareː “Jo parlava en castellà i Bru en valencià, i de sobte em va dir que com és que si en la família de mon pare parlaven el català, jo no ho feia”. Altres personatges que Agulló confessava que l'havien influenciat eren l'escriptor il·licità Joan Carles Martí i Casanova, l'activista Josep Maraldés Ibarra (Elx 1941-2008) el pintor, fotògraf i cartellista Andreu Castillejos i Furió (Elx,1942-2013), així com el treballador de la sabata Rubén Sempere.
El 1994 va ser un dels impulsors de la tornada als carrers d'Elx de la musica tradicional amb instruments com la dolçaina i el tabalet, quan va proposar la creació de la que acabaria sent la Colla El Cascabot d'Elx per a la recuperació d'aquesta activitat perduda a la dècada del 1970.
El 1998 va ser també un dels creadors i coordinador del Casal Jaume I d'Acció Cultural del País Valencià a Elx (Baix Vinalopó), participant en campanyes a favor de l'etiquetatge de productes en català. Agustí Agulló va formar part de les juntes d'Acció Cultural del País Valencià i de l'associació El Tempir.
El Casal d’Elx, servia com a centre de referència de tants i tants col·lectius, grups i sindicats que tenien la defensa de la llengua com un dels seus elements primordials. D’aquesta manera, i gràcies al treball de dinamització d’Agulló, el Casal Jaume I d’Elx es convertiria en el punt de trobada dels sectors catalanoparlants d’Elx i de tota la comarca.

Organitzador d'actes com el 9 d'Octubre Diada del País Valencià, Correllengua d'Elx, Sopars Premis Jaume I d'Elx, 25 d'Abril, Festa Estellés, Llegim Carmelina Sanchez Cutillas, el Club de Lectura del Casal d'ACPV-Elx, incontables col·loquis, concerts, presentacions de llibres i exposicions d'art entre d'altres.

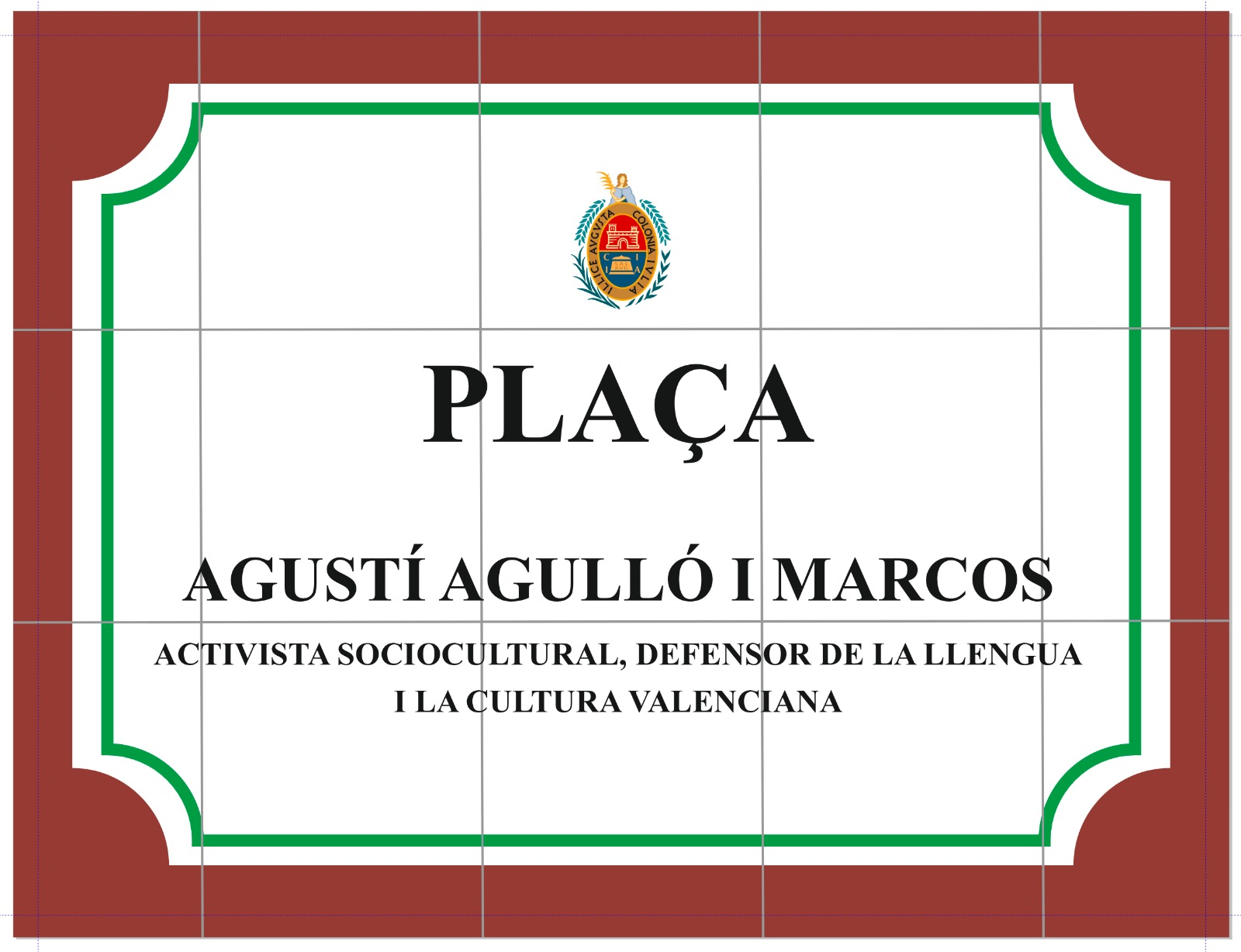
Placa de la plaça Agustí Agulló d'Elx.

El 18 de juliol de 2022, l'Ajuntament d'Elx li va retre un sentit homenatge amb la inauguració de la plaça d'Agustí Agulló i Marcos, antigament dita plaça del Pont, situada entre el carrer de Sant Josep i el carrer de Santa Anna.El 9 d''octubre del mateix any se li va concedir a títol pòstum la Medalla de Plata del Bimil·lenari d'Elx per la defensa i protecció de la llengua i la cultura valenciana a la ciutat.

## Batalló d'Elx
La tasca d’Agulló en aquell casal li permetia militar en política sense formar part de cap partit. El seu paper des del teixit cívic de la ciutat era tan important o més que fer feina des d'una formació. Així, i a tall d’exemple, des del Casal Jaume I d’Elx es va organitzar, l’any 2001, un homenatge multitudinari al Batalló d’Elx, el grup de voluntaris que van lluitar contra el feixisme a partir de l’any 1937. Aquell homenatge va fer que s'omplira el Gran Teatre d’Elx amb els familiars dels membres del batalló, molts dels quals encara eren vius. “Va ser molt emotiu”, recordava Agulló, per concloure que “aquell acte l’hauria d’haver fet molt abans qualsevol partit o sindicat d’Elx, però no ho van fer”. Una vegada més, la política es va fer des de les entitats cíviques i culturals.

## Experiència a Nicaragua
Agulló, de jove va viatjar a Nicaragua el 1981, durant la Revolució Sandinista. Hi va anar aprofitant l'experiència obtinguda com a Cos d’Operacions Especials (COES) durant el servei militar, per a viatjar-hi com a internacionalista. A Nicaragua hi va romandre dos mesos a la ciutat de Jalapa, fronterera amb Hondures que era on els Estats Units hi preparaven la contrarevolució. Agulló hi va fer de guerriller i va conèixer sandinistes com Heberto Incer, posteriorment ambaixador a Alemanya, amb qui va mantenir una extensa correspondència. A Nicaragua era conegut entre els seus companys com el Chele, nom en què habitualment són conegudes les persones de pell blanca.

## Distincions
Va ser distingit amb diversos reconeixements que li van valorar la seua tasca com a activista cultural i lingüísticː
- 2004 - Premi de l'Ateneu d'Acció Cultural en reconeixement de la tasca en favor de la llengua catalana duta a terme en el territori del País Valencià (Girona, 19 de juny de 2004).

- 2006 - Premi del Casal Jaume I de Crevillent-Vé Aniversari com a referent comarcal per la normalització de la llengua i la cultura.
- 2008 - Premi d'Actuació Cívica de la Fundació Lluís Carulla[10] al Saló de Cent a l'Ajuntament de Barcelona.Agustí Agulló a l'entrega dels Premis Acció Cívica 2008

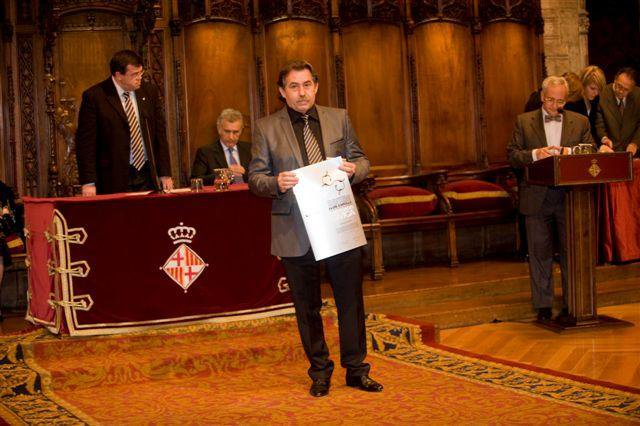
Agustí Agulló a l'entrega dels Premis Acció Cívica 2008

- 2010 - Homenatge i agraïment per recuperar el so de la dolçaina a Elx i funda la "Colla El Cascabot d'Elx" (Elx a 16 de Juliol de 2010).
- 2019 - Premi Toni Terrones al Dret a Decidir.[11]
- 2020 - Premi ‘Marc Granell’ en la categoria de ‘Persones activistes amb CCOO PV’, atorgat per CCOO-PV.[12]
- 2020 - Premi d'Elx del Tempir per la seua tasca com a “activista lingüístic i dinamitzador cultural al llarg de la seua vida”.[1][13]
- 2021 - Premi pòstum de L'Ateneu Popular de Crevillent en reconeixement del seu treball com a activista cultural i social.[14]
- 2022 - Medalla de Plata del Bimil·lenari d'Elx a títol pòstum, en reconeixement del seu activisme en favor de la identitat i de la llengua.[7]